# Абду-л-Вакиль
Абду-л-Вакиль (Абдул Вакиль; род. 25 марта 1945, уезд Баграми провинции Кабул) — афганский государственный деятель.

## Семья и образование
По национальности — пуштун, но говорит на дари (как и многие городские пуштуны в Афганистане). Родственник Бабрака Кармаля (двоюродный брат по тёте), учился в университете вместе с его братом Махмудом Барьялаем. Окончил лицей «Хабибия» (1964), экономический факультет Кабульского университета (1971).

## Оппозиционный деятель
Член Народно-демократической партии Афганистана (фракция «Парчам») с 1965 года (сам считал себя членом партии с 1964 года, то есть до её официального основания). В 1969 и 1970 годах ненадолго арестовывался как участник молодёжных протестов. В 1969 году был подсудимым на судебном процессе, где в числе обвиняемых был и Наджибулла. В 1973—1974 годах служил в армии. С 1977 года член ЦК НДПА.

## Противник Амина
После прихода к власти НДПА в результате военного переворота (так называемой Саурской революции) 1978 года был членом Революционного совета и генеральным секретарём министерства иностранных дел. Но уже в июле 1978 года, как и ряд других лидеров фракции «Парчам», был направлен на дипломатическую работу, став послом в Великобритании. В октябре того же года был уволен с этого поста, жил в эмиграции.

Вернулся в Афганистан вместе с советскими войсками в декабре 1979 года. Участвовал в занятии здания Генерального штаба афганской армии во время свержения режима Хафизуллы Амина. По данным советских мемуаристов, видимо, именно он лично расстрелял одного из ближайших соратников Амина, начальника Генштаба Мухаммеда Якуба. Генерал КГБ Юрий Дроздов вспоминал: 

Комитетчики и спецназ довольно быстро покончили с охраной, но начальник Генерального штаба Якуб сумел забаррикадироваться в одной из комнат и начал по рации вызывать подмогу, прежде всего рассчитывая на 444-ю бригаду «коммандос». Однако никто не поспешил ему на выручку, и к полуночи, поняв всю бесперспективность дальнейшего сопротивления, он сдался на милость победителей. Милость проявлена не была. В группе захвата присутствовал афганец — один из функционеров «Парчам», по некоторым данным, Абдул Вакиль, который зачитал
«предателю» Якубу приговор «от имени партии и народа» и затем собственноручно застрелил уже бывшего начальника Генштаба из пистолета. 

## Министр
В 1980—1984 годах — министр финансов. В 1984—1986 годах — посол во Вьетнаме. В 1986 году, после прихода к власти Наджибуллы, был назначен министром иностранных дел (оставался им до 1992 года) и 31 декабря 1986 года вошёл в состав политбюро ЦК НДПА. В 1990—1992 годах — член исполнительного бюро центрального совета Партии отечества (преемницы НДПА).

Руководил делегацией Афганистана на афгано-пакистанских переговорах в Женеве. Советский дипломат Николай Козырев вспоминал, что Вакиль как пуштун долго отказывался весной 1988 года поставить свою подпись под афгано-пакистанским соглашением, в котором упоминались «международно признанные границы между двумя странами» (то есть так называемая «линия Дюранда», разделившая территорию проживания пуштунов на две части). Не помогло даже решение политбюро ЦК НДПА. Только жёсткое давление с советской стороны, которая, в частности, дала понять, что в случае отказа Вакиля документ подпишет премьер-министр Султан Али Кештманд (по национальности хазареец, для которого пуштунские проблемы были куда менее важными) заставило министра всё же поставить свою подпись под документом. Козырев вспоминал, что 

из Москвы срочно прилетел первый замминистра иностранных дел Юлий Воронцов… Между тем на всякий случай Вакилю подобрали замену — если он будет артачиться, вместо него соглашения подпишет новый премьер-министр правительства Наджибуллы Кештманд. Воронцов уединился с Вакилем и говорил с ним 7 или 8 часов. Наконец отчаялся и говорит: «Всё, завтра привожу Кештманда, а Вакиля забираем в Москву». Ночью Воронцов опять встретился с Вакилем. Вакиль ушёл со встречи бледный как бумага. Соглашения, разумеется, были подписаны.

Считался одним из ближайших соратников Наджибуллы. В книге специалиста по истории Афганистана М. Ф. Слинкина содержится такая характеристика Вакиля: 

Многие, кто близко сталкивался с ним по работе, отмечали его деловитость, организаторские способности, напористость в выполнении возложенных на него обязанностей и вместе с тем такие отрицательные черты, как мстительность, капризность, склонность к интригам, конформизм, непоследовательность, невыдержанность, граничившая порой с грубостью.

## Заговор и эмиграция
В 1992 году стал главным организатором заговора, приведшего к свержению Наджибуллы и его задержанию в Кабуле (бывшему президенту не позволили выехать за границу). Существуют разные версии о роли Вакиля в судьбе Наджибуллы. Одна из них принадлежит бывшему послу СССР в Афганистане Николаю Егорычеву: 

В 1992 году, когда моджахеды взяли Кабул, предали Наджиба ближайшие соратники. Как мне рассказывали, он решил улететь из страны, но его предал Вакиль. Наджибулла загримировался, но Вакиль узнал его в аэропорту и закричал: «Вот Наджибулла! Хватайте его!».

Дипломат Николай Козырев выдвинул несколько другую версию — Наджибуллу по дороге в аэропорт задержали подчинённые узбекского генерала Дустума, а Вакиль дал им информацию о том, что бывший президент намерен покинуть страну.
Возглавил Временный военный совет. Руководил переговорами о мирной передаче власти представителям моджахедов, после которой эмигрировал за границу. По данным Н. И. Козырева, поселился в Швейцарии — «сейчас живёт в Женеве, у него там вилла, участок земли».